# La Turbulence des fluides
Pour plus de détails, voir Fiche technique et Distribution.
La Turbulence des fluides est un film franco-québécois réalisé par Manon Briand et sorti en 2002.

## Synopsis
À Baie-Comeau, une petite ville côtière au bord de l'estuaire du fleuve Saint-Laurent, un phénomène inexpliqué survient : la marée a disparu. Alice, sismologue d'origine québécoise, dont Baie-Comeau est la ville natale, exilée au Japon, est envoyée sur place pour vérifier si c'est le signe précurseur d'un tremblement de terre.
De retour dans sa ville natale, elle retrouve une amie d'enfance, Catherine, qui est également là pour étudier le phénomène. Alice fait également la connaissance de Marc Vandal, un pilote de bombardier d'eau.
Petit à petit, contre ses convictions scientifiques, Alice s'aperçoit que la disparition de la marée semble liée à un drame qui s'est déroulé il y a quelques années à Baie-Comeau.

## Fiche technique
- Titre : La Turbulence des fluides
- Titre original : La Turbulence des fluides
- Réalisation : Manon Briand
- Scénario : Manon Briand
- Production : Luc Besson et Pierre-Ange Le Pogam pour EuropaCorp (France), Roger Frappier et Luc Vandal pour Max Films Productions (Canada)
- Distribution : EuropaCorp Distribution (France)
- Musique : Simon Cloquet Valmont
- Effets spéciaux : Jacques Lévesque, Alain Lachance & Yann Laliberté
- Pays  France  Canada
- Genre : comédie dramatique
- Durée : 115 minutes
- Dates de sortie : 22 août 2002 (Festival de films de Montréal), 11 décembre 2002 (France)

## Distribution
- Pascale Bussières : Alice
- Julie Gayet : Catherine
- Jean-Nicolas Verreault : Marc Vandal
- Geneviève Bujold : Madame Lasalle
- Norman Helms : Michel
- Vincent Bilodeau : Simon Deslandes
- Gabriel Arcand : l'éditeur
- Hiro Kanagawa : l'amant
- Ji-Yan Seguin : Camille
- Suzanne Garceau : Sœur Berthe
- Pierre Lebeau : Médecin Légiste

## Distinctions
- Grand-Prix Hydro-Québec 2002, Festival du cinéma international en Abitibi-Témiscamingue